# Stazione di Tsurumai
La stazione di Tsurumai (鶴舞駅?, Tsurumai-eki) è una stazione ferroviaria di Nagoya. La stazione funge da interscambio fra la linea principale Chūō della JR Central e la linea Tsurumai della metropolitana di Nagoya.

## Linee

### Treni
JR Central
■ Linea principale Chūō

### Metropolitane
Metropolitana di Nagoya
 Linea Tsurumai

## Struttura

### Stazione JR
La stazione è costituita da due marciapiedi laterali con due binari su viadotto.
| 1 | ■ Linea principale Chūō | per Tajimi e Nakatsugawa |
| 2 | ■ Linea principale Chūō | per Nagoya               |

### Stazione della metropolitana
La stazione, sotterranea, è costituita da due marciapiedi laterali con due binari centrali.
| 1 | Linea Tsurumai | per Yagoto, Akaike e Toyotashi              |
| 2 | Linea Tsurumai | per Kamimaezu, Fushimi, Kami-Otai e Inuyama |

## Stazioni adiacenti
| ≪                     | Servizio              | ≫                     |
| Linea principale Chūō | Linea principale Chūō | Linea principale Chūō |
| --------------------- | --------------------- | --------------------- |
| Chikusa               | Locale                | Kanayama              |
| Linea Tsurumai        |                       |                       |
| Kamimaezu             | -                     | Arahata               |